# Mantura rustica
Mantura rustica är en skalbaggsart som först beskrevs av Carl von Linné 1767.  Mantura rustica ingår i släktet Mantura, och familjen bladbaggar. Enligt den finländska rödlistan är arten sårbar i Finland. Enligt den svenska rödlistan är arten nära hotad i Sverige. Arten förekommer i Götaland, Gotland, Öland, Svealand och Nedre Norrland. Artens livsmiljö är parker, gårdsplaner och trädgårdar.